# Віртуальна бібліотека
Віртуа́льною можна назвати бібліотеку, документи якої зберігаються в машиночитній формі і котрі отримує користувач, який звертається до пошукових машин глобальної мережі, не обов'язково бувши читачем бібліотеки.
Віртуальна бібліотека — це розподілена у просторі телекомунікації мережа загального користування, орієнтована на обмін даними між бібліотеками.
Середовище віртуальної бібліотеки складається з ряду бібліотек, територіально віддалених одна від одної, які виконують функції інтегрованого спілкування й отримання інформації про бібліотечні ресурси.